# Séisme de 2019 au Cachemire
Séisme de 2019 au Cachemire est un tremblement de terre qui s'est produit au Pakistan le 24 septembre 2019. La magnitude était de 5,6. Le séisme a fait 40 morts et 850 blessés.